# Косцов, Павел Антонович
Павел Антонович Косцов (22.06.1921 — 10.10.1982) — передовик советского сельского хозяйства, главный агроном
 опытно-семеноводческого хозяйства «Березанское» Всесоюзного научно-исследовательского института масличных культур, Кореновский район Краснодарского края Герой Социалистического Труда (30.04.1966).

## Биография
Родился 22 июня 1921 года в селе Ходня ныне Житомирской области Украины.
В 1937 году поступил на агрономический факультет Харьковского сельскохозяйственного института. Прямо из института ушёл на фронт.
С 1941 года - в Красной Армии. Участник Великой Отечественной войны. В 1943 году в боях был тяжело ранен и длительное время находился на излечении в госпиталях. Перенес более 10 операций, после чего был демобилизован. Награждён орденом Отечественной войны I степени.
С 1945 года работал в станице Новоалексеевская Курганинского района Краснодарского края в должности главного агронома Новоалексеевского зерносовхоза,
С 1946 года работал председателем колхоза в станице Ханская Майкопского района Адыгейской автономной области (ныне — города Майкоп Республики Адыгея).
В 1955 году переехал в зерносовхоз «Березанский» Кореновского района Краснодарского края, где начал работать управляющим отделением № 1, а также был избран секретарём парторганизации.
В 1957 году назначен главным агрономом совхоза, который постановлением Совмина СССР от 22 апреля 1960 года был преобразован опытно-семеноводческое хозяйство «Березанское» Всесоюзного научно-исследовательского института масличных культур (ВНИИМК).
Одновременно с производственной деятельностью вел большую опытную работу. Творческий пытливый ум агронома постоянно искал методы улучшения приёмов возделывания пропашных культур с минимальными затратами труда. Ему удавалось многое. Им были выработаны новые приёмы борьбы с сорняками в предпосевной и послепосевной. Опытным путём он даёт путёвку в жизнь многим институтским разработкам, инициатором которых он часто и был на практике. Именно такими людьми талантливыми, постоянно ищущими осуществлялась связь науки с практикой. Постоянно приглашался на научно-практические конференции, где выступал с докладами. К его словам и выводам прислушивались учёные. Урожаи пшеницы и подсолнечника устойчиво растут.
Указом Президиума Верховного Совета СССР от 30 апреля 1966 года за успехи, достигнутые в увеличении производства и заготовок подсолнечника, Косцову Павлу Антоновичу присвоено звание Героя Социалистического Труда с вручением ордена Ленина и золотой медали «Серп и Молот».
Этим Указом Президиума Верховного Совета СССР от 30 апреля 1966 года были награждены работники из Адыгеи Михаил Вечерский, Кунац Дагужиева (Енамукова),  Любовь Лысенко и Пшимаф Пшизов.
С 1970 года хозяйство уверенно перешагнуло рубеж урожая подсолнечника в 40 центнеров с гектара.
В 1971-1976 годах - директор опытно-семеноводческого хозяйства «Березанское» Всероссийского научно-исследовательского института масличных культур (ВНИИМК). Став директором хозяйства, особое внимание уделял развитию социальной сферы, продолжая решать задачи повышения урожайности и продуктивности животноводства в хозяйстве. В 1976-1980 годах - директор опытно-производственного хозяйства «Круглик» в городе Краснодар.
С 1980 года - на пенсии. Жил в городе Краснодар. Умер 10 октября 1982 года. Похоронен на Славянском кладбище в Краснодаре.

## Награды
- Золотая медаль «Серп и Молот» (30.04.1966);
- Орден Ленина (30.04.1966).
- Орден Октябрьской Революции (7.12.1973)
- Орден Отечественной войны I степени (1943).
- Орден «Знак Почёта» (8.04.1971).
- Медаль «В ознаменование 100-летия со дня рождения Владимира Ильича Ленина» (6 апреля 1970)
- Медаль «За доблестный труд в Великой Отечественной войне 1941-1945 гг.»
- Медаль «За победу над Германией в Великой Отечественной войне 1941—1945 гг.» (9 мая 1945[4])
- Юбилейная медаль «Двадцать лет Победы в Великой Отечественной войне 1941—1945 гг.» (7 мая 1965[5])
- Юбилейная медаль «Тридцать лет Победы в Великой Отечественной войне 1941—1945 гг.»[6]

## Память

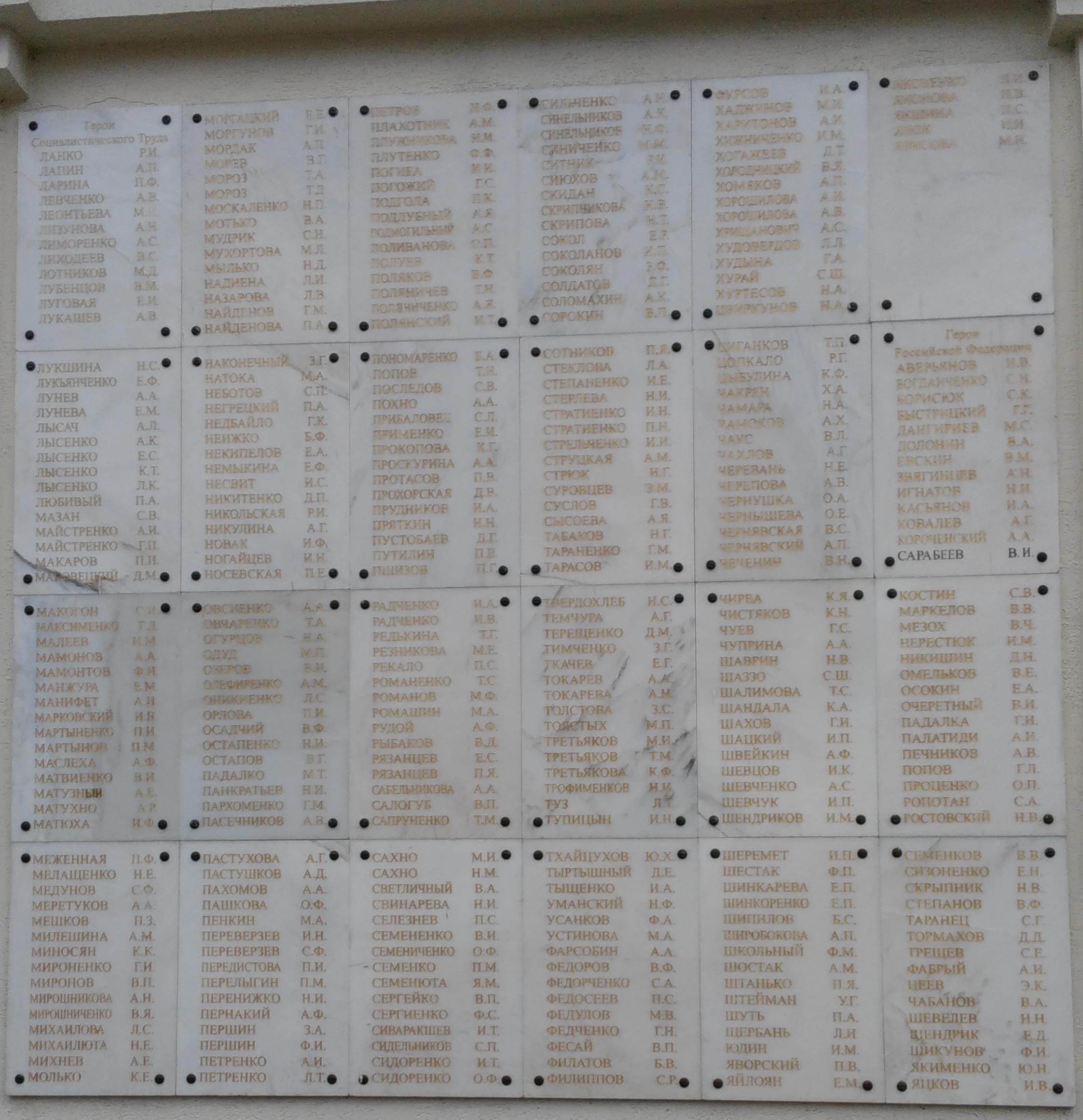
Мемориальная доска с именами Героев Социалистического Труда Кубани и Адыгеи. Краснодар 2017

- Имя Героя золотыми буквами вписано на мемориальной доске в Краснодаре
- На могиле Героя установлен надгробный памятник.